# Finn Kalvik
Finn Bjørn Kalvik (Fåvang, 1947. április 30. –) norvég énekes és dalszerző.

## Pályafutása
Fåvangban született, családja 1952-ben Oslo egyik munkásnegyedében költözött. Kezdetben norvég írók műveinek megzenésítésével foglalkozott, majd 1969 hozta meg számára az áttörést a Finne meg sjæl c. dallal. Az első négy albuma a norvég toplistákon az első 15 helyezetteje közé kerül. Az 1979-ben megjelent Kom ut fram és az 1981-ben napvilágot látott Natt og dag c. lemezeinek producere az ABBA együttes egyik tagja, Benny Andersson volt. 1981-ben indult az Eurovíziós Dalfesztiválon, Aldri i livet c. számával, melyre nulla pontot kapott, ennek ellenére a dal nagy sikert aratott Norvégiában. Az angol változat (Here in My Heart) szövegét Ralph McTell írta, és az ABBA-ból Agnetha Fältskog and Anni-Frid Lyngstad voltak a háttérvokalisták. Finn Kalvik a norvég dalfesztiválon 1987-ben is indult Malene című számával, melyet lányának írt.

## Lemezei
- Finne meg sjæl (1969)
- Fyll mine seil (1976)
- Kom ut fram (1979)
- Natt og dag (1981)
- Det søte liv (1984)
- Livets lyse side (1988)
- Innsida ut (1991)
- I egne hender (1995)
- Imellom to evigheter (2000)
- Klassisk Kalvik (2002)
- Dagdrivernotater (2004)
- Klassisk Kalvik II (2005)
- Bjerke / Hagerup / Kalvik (2007)

## Elismerései, díjai
- Alf Prøysen tiszteletbeli díj (2021)